# Aeroportul Chiayi
Aeroportul Chiayi (IATA: CYI, ICAO: RCKU) este un aeroport din 嘉義縣⁠(d), 臺灣省⁠(d), Taiwan. Aeroportul a fost tranzitat în decembrie 2020 de 4.122 de pasageri.
Situat la o altitudine de 26 m, aeroportul dispune de 1 pistă. Este operat de Civil Aeronautics Administration⁠(d).

## Infrastructură

### Piste
Aeroportul dispune de o singură pistă. Pista 18/36 are suprafața de Bitum și dimensiunile 3.050 m × 45 m. 